# Oh, by the Way
Oh, by the Way er en opsamlingsboks af Pink Floyd udgivet den 10. december 2007, af EMI Records i Storbritannien og den efterfølgende dag i USA gennem Capitol Records.
| Musik | Spire Denne musikartikel er en spire som bør udbygges. Du er velkommen til at hjælpe Wikipedia ved at udvide den. |